# Karl von Ow
Karl Freiherr von Ow-Felldorf (* 6. Januar 1818 in Landshut; † 11. April 1898 in München) war ein bayerischer Beamter und Politiker.

## Leben
Ow-Felldorf wurde als Sohn des Beamten Honorat Freiherr von Ow (* 24. April 1777 in Oettingen; † 4. April 1852 in München) und dessen Frau Maria Franziska Freiin von Gumppenberg (* 2. Januar 1790 in Preitenbrunn; † 12. Dezember 1876 in München) geboren. Er entstammte dem alten schwäbischen Adelsgeschlechts Ow, Ast Felldorf. Er studierte Rechtswissenschaft und trat 1844 als Landgerichtsassessor in Schrobenhausen in den bayerischen Staatsdienst ein. Später war er Bezirksamtmann von Schongau sowie 1882 Regierungsdirektor in Landshut und 1888 Direktor des Verwaltungsgerichtshofs in München. Zwischen 1863 und 1893 war er Landtagsabgeordneter. Erstmals 1871/72 und dann wieder von 1875 bis 1892 war er Präsident der Bayerischen Abgeordnetenkammer. Außerdem war er 1868 bis 1871 Mitglied des Zollparlaments.
Zwischen 1871 und 1882 war er als Abgeordneter der Bayerischen Patriotenpartei Mitglied des Reichstags. Ab 1887 gehörte er der Zentrumspartei an. Ab 1893 war von Ow Mitglied im Reichsrat von Bayern.
Seine Geschwister waren
- Joseph Freiherr von Ow (* 15. Januar 1814 in Eichstätt; † 1861 in Hohenpeißenberg), Oberleutnant und Ordonnanz-Offizier im königlich griechischen Diensten.
- Maximilian Freiherr von Ow (* 10. April 1815 in Eichstätt; † 1896 in Sanremo), bayerischer General der Infanterie und Oberhofmeister.
- Felix Honor Nikolaus Joseph von Tolentino, Freiherr von Ow (* 27. April 1816 in Eichstätt; 8. Februar 1869 in Regensburg) ⚭ Josepha Gräfin von Berchem und Elisabeth (Bethina) Freiin von Handel; Vater von Sigismund Felix von Ow-Felldorf, Bischof von Passau.
- seine Zwillingsschwester Freiin Amalia von Ow (* 6. Januar 1818 in München; † 3. August 1853 in Moos) sowie
- Anton Freiherr von Ow (* 1821 in München; † 1861 in Frasdorf)

Karl von Ow-Felldorf starb im Frühjahr 1898 im Alter von 80 Jahren in München.